# Сан-Пьетро-ин-Форлиано
Сан-Пьетро-ин-Форлиано (итал. Chiesa di San Pietro in Forliano) — католическая церковь в городе Сан-Джиминьяно. Расположена на площади Сан-Агостино.
Церковь построена в XIII веке и впервые упоминается в папской булле 1220 года. Здание выполнено в романской стиле, кирпичный фасад лишён украшений.
Внутри церковь украшена фресками сиенской школы начала XIV века. Среди них:
- «Прогуливающаяся Мадонна» (Богородица, держащая за руку младенца Иисуса, в окружении апостола Павла и Иоанна Крестителя). Фреска приписывается Барна да Сиена, легендарному ученику Симоне Мартини.
- «Благовещение», «Мадонна на троне с младенцем Иисусом», «Крещение» кисти Меммо ди Филиппуччо.
- «Поклонение кресту» неизвестного мастера XIII века (расположена слева от алтаря).

Над главным алтарём церкви находится алтарный образ XVI века «Мадонна на троне с младенцем Иисусом и святыми».